# Jiří Kormaník
Jiří Kormaník (ur. 26 marca 1935 w Scăiuș, zm. 3 listopada 2017 w Chomutovie) – czechosłowacki zapaśnik walczący w stylu klasycznym. Trzykrotny olimpijczyk. Srebrny medalista z Tokio 1964; dziewiąty w Rzymie 1960 i odpadł w eliminacjach w Meksyku 1968. Startował w kategoriach 79–87 kg.
Brązowy medalista mistrzostw świata w 1965 i piąty w 1961. Trzeci na mistrzostwach Europy w 1968. Czterokrotny mistrz kraju w stylu wolnym, w latach 1958–1960 i 1962 i dziesięciokrotny w stylu klasycznym, w latach 1958–1965 i 1967–1968.
- Turniej w Rzymie 1960 – 79 kg

Pokonał Francuza André Lamy, Mansour Hazratiego z Iranu, zremisował z Lotharem Metzem z Niemiec i przegrał z Kazımem Ayvazem z Turcji.
- Turniej w Tokio 1964 – 87 kg

Wygrał z Stigiem Perssonem ze Szwecji, Kenjirō Hiraki z Japonii, Istvanem Raskovym z Australii, Yavuzem Selekmanem z Turcji, Gézą Hollósim z Węgier i Lotharem Metzem z Niemiec a przegrał z Branislavem Simiciem z Jugosławii.
- Turniej w Meksyku 1968 – 87 kg

Pokonał Jean-Marie Chardonnensa ze Szwajcarii a przegrał Walentinem Olenikiem z ZSRR i Branislavem Simiciem z Jugosławii.